# Amelio Mendijur

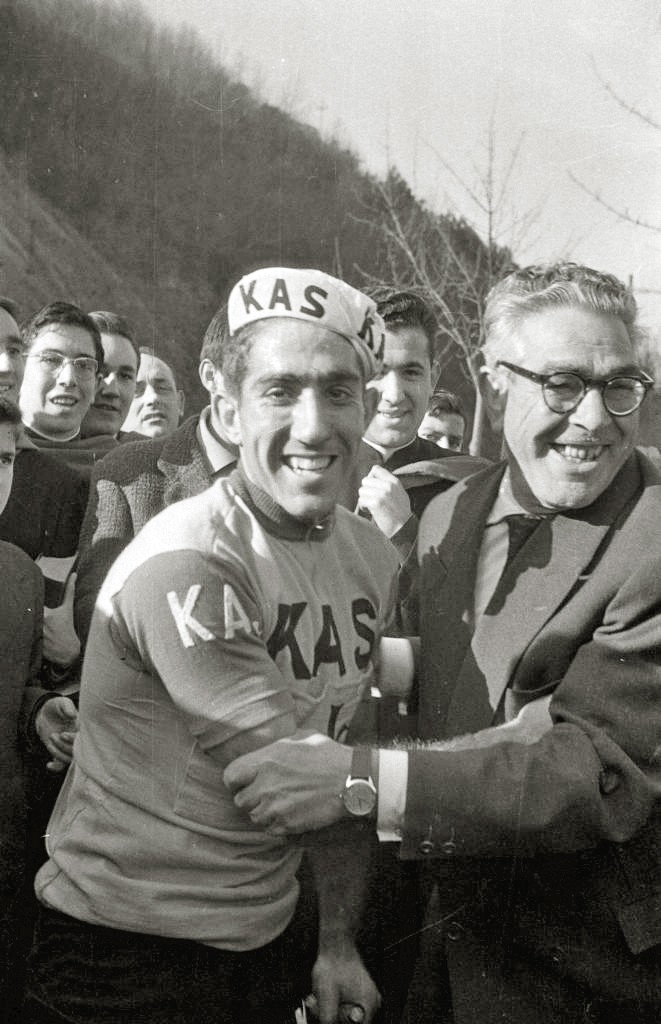
Amelio Medijur

Amelio Mendijur (* 14. Juli 1943 in Apellániz (Baskenland); † 8. Juni 1965 in Zumarraga (Baskenland)) war ein spanischer Radrennfahrer.

## Sportliche Laufbahn
Mendijur nahm mehrfach an den UCI-Weltmeisterschaften im Querfeldeinrennen (heutige Bezeichnung Cyclocross) teil. Seine beste Platzierung war der 5. Rang 1965, als Renato Longo den Titel gewann.
1964 wurde er Berufsfahrer im Radsportteam Kas. Während er in Straßenrennen ohne Erfolg blieb, konnte er als Querfeldeinfahrer einige Rennen gewinnen. 1964 siegte er in der nationalen Meisterschaft im Querfeldeinrennen vor Jose Luis Talamillo. 1965 wurde er Vize-Meister.